# Bataille de Torfou
Guerre de Vendée
Batailles
La bataille de Torfou ou bataille de Torfou-Tiffauges, qui a eu lieu le 19 septembre 1793, est une bataille de la première  guerre de Vendée. Elle vit la défaite des Républicains commandés par Kléber et récemment arrivés de Mayence.

## Prélude: l'arrivée des Mayençais dans l'Ouest
Le 23 juillet 1793, la garnison française qui occupe Mayence depuis 1792 capitule après une défense héroïque et est laissée libre contre la promesse de ne plus combattre les armées de la coalition. Comme les Vendéens ne sont pas mentionnés dans les termes de la capitulation, les représentants Turreau, Tallien et le général Beauharnais proposent d'envoyer ces troupes dans l'Ouest de la France.
Mais les représentants en mission se disputent cette "Armée de Mayence", 16 000 hommes qui ont une grande réputation : Pierre Philippeaux pour l'Armée des côtes de Brest, commandée par le général Canclaux, et René-Pierre Choudieu pour l'Armée des côtes de La Rochelle, dirigée par Rossignol et les généraux sans-culottes. Les débats agitent le conseil de guerre, présidé par Jean-François Reubell, pendant toutes les journées des 2 et 3 septembre. Les soldats mayençais font savoir qu'ils leur répugnent d'être intégrés à l'armée de La Rochelle, « absolument déshonorée aux yeux de l'Europe ». Finalement, lassé, Rossignol, qui propose même Canclaux au commandement des deux armées, se retire. Les généraux de division passent au vote et l'envoi des Mayençais à l'armée de Brest est décidé.
Le 3 septembre, l'Armée de Mayence défile à Nantes sous les acclamations de la population. Elle est commandée par le général Jean-Baptiste Annibal Aubert du Bayet, secondé par les généraux Kléber, commandant de l'avant-garde, Vimeux chef de la première brigade, Beaupuy, chef de la seconde, et Haxo, de la réserve.

## La campagne de septembre 1793

### Le plan de campagne
Selon le plan républicain, les Mayençais et les soldats de l'Armée des côtes de Brest doivent marcher de Nantes vers le sud puis gagner Mortagne-sur-Sèvre à l'est où leur jonction avec l'armée des côtes de La Rochelle, partie au nord-est et à l'est, est prévue pour le 16 septembre. Vaincus, les Vendéens seront alors rejetés sur les forteresses de l'armée de la Rochelle.
Alertés, les chefs vendéens de l'Armée catholique et royale d'Anjou et du Haut-Poitou se rassemblent à la Tremblaye, près de Cholet. Bonchamps et Talmont proposent à nouveau de faire traverser la Loire à une partie de l'armée pour insurger les Bretons mais ce plan est rejeté par la majorité des autres généraux.

### Premiers combats dans le sud de la Loire-Inférieure
Le 8 septembre, les troupes républicaines sortent de Nantes et entrent dans le territoire de la Vendée militaire.
Déjà, les décrets de destruction de la Vendée sont appliqués, les villages sont incendiés et de nombreux massacres sont commis contre les civils[réf. nécessaire].
C'est l'Armée catholique et royale du Bas-Poitou et du Pays de Retz qui affronte la première les Mayençais. Le 10 septembre, la division de La Cathelinière est battue à Port-Saint-Père. Pour la première fois, les Républicains emploient des obus qui éclatent, contrairement aux boulets, et provoquent des incendies. Puis c'est Couëtus qui est battu le 13 septembre, près de Saint-Jean-de-Corcoué. De son côté, Beysser repousse Lyrot aux Naudières et entre dans Machecoul. Les Républicains marchent ensuite sur Legé. Charette se sait désavantagé, il fait mine d'accepter le combat et déploie sa cavalerie. Pendant que les Républicains prennent position, les fantassins et les civils prennent la fuite. Charette se retire à son tour, laissant Legé, totalement abandonnée, aux Républicains.
Les Républicains se lancent à la poursuite de Charette : le 16 septembre ils attaquent et écrasent son arrière-garde à Montaigu, la ville est pillée. Le lendemain, une partie de l'armée occupe Clisson.
Cependant, si la progression des Armées de Mayence et des côtes de Brest est impressionnante, il n'en est pas de même de l'armée des côtes de La Rochelle, qui à l'est et au sud a été presque partout repoussée. Rossignol ordonne la retraite générale mais n'en prévient même pas Canclaux.

### La bataille de Torfou-Tiffauges

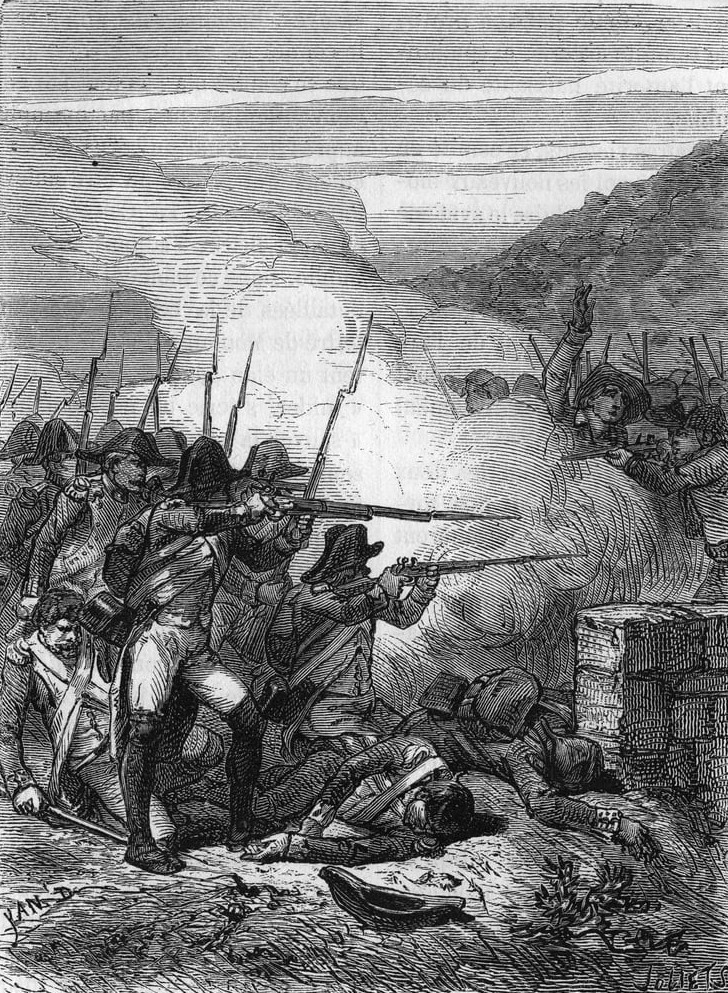
Combat de Torfou, illustration de Yan' Dargent, 1866.

Le 18 septembre, Kléber s'avance sur Torfou avec une avant-garde de 2 000 hommes. La Légion des Francs et les chasseurs de Cassel marchent en tête sous les ordres de Jean Fortuné Boüin de Marigny. En chemin, à 9 heures du matin, il est brièvement attaqué près de Boussay par des cavaliers vendéens qui tirent quelques coups de feu, puis se replient. Arrivé en vue de la ville, Kléber charge les chasseurs et l'infanterie légère de s'emparer des hauteurs. Marigny se heurte aux Paydrets et aux Bas-Poitevins commandés par Charette, Joly et Savin. Dans un premier temps, les Républicains sont contenus mais Kléber arrive avec l'infanterie de ligne et met les Vendéens en fuite. Les collines de Torfou sont prises.
Les Vendéens paniquent, s'enfuient en direction des bois mais leurs femmes restées à l'arrière les arrêtent. À force d'insultes et d'exhortations, les Vendéens repartent au combat, menés par Charette qui s'écrie : « Qui m'aime me suive ! Puisque vous m'abandonnez, je vais moi-même vaincre ou mourir ».
Cependant au moment où Charette combat sur les hauteurs, l'armée d'Anjou et du Haut-Poitou, commandée par d'Elbée, Lescure et Bonchamps — ce dernier placé sur un brancard en raison de ses blessures — gagne Tiffauges et arrive à son tour sur le champ de bataille. Les Vendéens ont désormais 20 000 hommes déployés de Torfou à Tiffauges et lancent une contre-attaque générale sur le plateau. Sur leur flanc gauche, deux bataillons républicains reculent, Kléber en détache un sur son flanc droit pour aller les remplacer. Mais à la vue de ce mouvement, les autres soldats pensent à une retraite et reculent à leur tour. Kléber tente de redresser la situation et prend la direction du flanc gauche qui, dans un ultime effort, essaye de repasser à l'attaque. Mais après un combat acharné, avançant et reculant tour à tour, les Républicains, totalement dépassés par le nombre et sur le point d'être encerclés par les troupes de Royrand, doivent battre en retraite. Kléber, légèrement blessé à l'épaule, charge Chevardin, commandant des chasseurs de Saône-et-Loire, de protéger la retraite de l'armée au pont de Boussay. « Arrête l'ennemi, ne fût-ce qu'une heure et tu sauves tes camarades. Meurs s'il le faut. » Chevardin obéit, tient le pont pendant une heure avec 100 hommes et deux canons et se fait tuer ainsi que presque tous ses hommes.
Le pont pris, les Vendéens de Charette se lancent à la poursuite des Républicains. Menacé d'être débordé à Gétigné, Kléber déploie ses troupes sur les hauteurs de Garennes, où il est bientôt rejoint par Aubert du Bayet et Vimeux à la tête de 4 000 hommes venus de Clisson. Mais les Vendéens tardent à lancer l'attaque ; une fois entrés dans Gétigné, certains d'entre eux se sont enivrés[réf. nécessaire] et Charette a le plus grand mal à les mettre en bataille. Canclaux arrive à son tour sur le champ de bataille avec la cavalerie et lance la charge. Bousculés, les Vendéens se replient hors de Gétigné où ils se rallient dans l'attente d'une nouvelle attaque qui ne vient pas. Aucun des deux camps ne repasse à l'offensive et la bataille prend fin.

## Pertes
Les Républicains ont subi de lourdes pertes. Le 2e bataillon du Jura et le 7e et le 8e des Vosges se sont distingués par leur résistance lors de la bataille. Kléber attribue la responsabilité de la défaite à Beysser pour être resté à Montaigu au lieu de venir le soutenir.
Bien qu'ils n'aient affronté qu'une avant-garde, cette victoire regonfle le moral des Vendéens qui surnomment bientôt l'Armée de Mayence, "Armée de faïence".
Selon le « bulletin de l'armée catholique », publié le 20 septembre par les Vendéens, 3 000 républicains ont été tués lors de la bataille,. Dans ses mémoires, l'officier vendéen Bertrand Poirier de Beauvais chiffre les pertes républicaines à environ 1 500 tués. Pierre-Suzanne Lucas de La Championnière, officier de l'armée de Charette, parle de 1 200 morts. Au début du XIXe siècle, l'historien Alphonse de Beauchamp affirme que Kléber a perdu 2 000 hommes sur 6 000. Le Bouvier-Desmortiers porte les pertes des républicains à 3 000 hommes. Pour Émile Gabory, Kléber a perdu la moitié de ses 2 000 hommes, ainsi que 6 canons et 2 obusiers. Les registres du 3e bataillon de la Nièvre font état de la perte de 70 hommes lors de la journée du 19 septembre. Le 13e bataillon de volontaires des Vosges déplore quant à lui 43 morts ou blessés.
Kléber ne donne pas de bilan précis dans ses mémoires : « Nous tuâmes, dans cette journée, beaucoup de monde à l'ennemi ; mais nous en perdîmes aussi un très grand nombre et surtout quantité de braves officiers ». Il indique cependant que seulement 2 000 hommes ont pris part à la bataille du 19 septembre,, et qu'à la date du 21 septembre sa colonne compte 1 800 hommes.
Du côté des Vendéens, les pertes sont de 200 morts selon Lucas de La Championnière. Le Bouvier-Desmortiers avance un bilan de 600 tués ou blessés,. Ce dernier bilan est également repris par Yves Gras. Dans ses mémoires, Marie de Scépeaux, épouse de Charles de Bonchamps, fait quant à elle état de 1 000 royalistes et 2 000 républicains tués, ainsi qu'un plus grand nombre de blessés. 